# Mairie d'Issy (metrostation)
Mairie d'Issy is een station van de metro in Parijs langs metrolijn 12 in de gemeente Issy-les-Moulineaux. Boven het station staat het stadhuis van de gemeente.
Mairie d'Aubervilliers · Aimé Césaire · Front Populaire · Porte de la Chapelle · Marx Dormoy · Marcadet - Poissonniers · Jules Joffrin · Lamarck - Caulaincourt · Abbesses (metrostation) · Pigalle · Saint-Georges · Notre-Dame-de-Lorette · Trinité - d'Estienne d'Orves · Saint-Lazare · Madeleine · Concorde · Assemblée nationale · Solférino · Rue du Bac · Sèvres - Babylone · Rennes · Notre-Dame-des-Champs · Montparnasse - Bienvenüe · Falguière · Pasteur · Volontaires · Vaugirard · Convention · Porte de Versailles · Corentin Celton · Mairie d'Issy